# ماكس كول (لاعب كرة قدم أسترالية)
ماكس كول (بالإنجليزية: Max Cole)‏ هو لاعب كرة قدم أسترالية أسترالي، ولد في 30 يناير 1941، وتوفي في 25 فبراير 2018.

## وصلات خارجية
- ماكس كول على موقع AustralianFootball.com (الإنجليزية)
- ماكس كول على موقع AFLtables.com (الإنجليزية)